# Matthias Geist

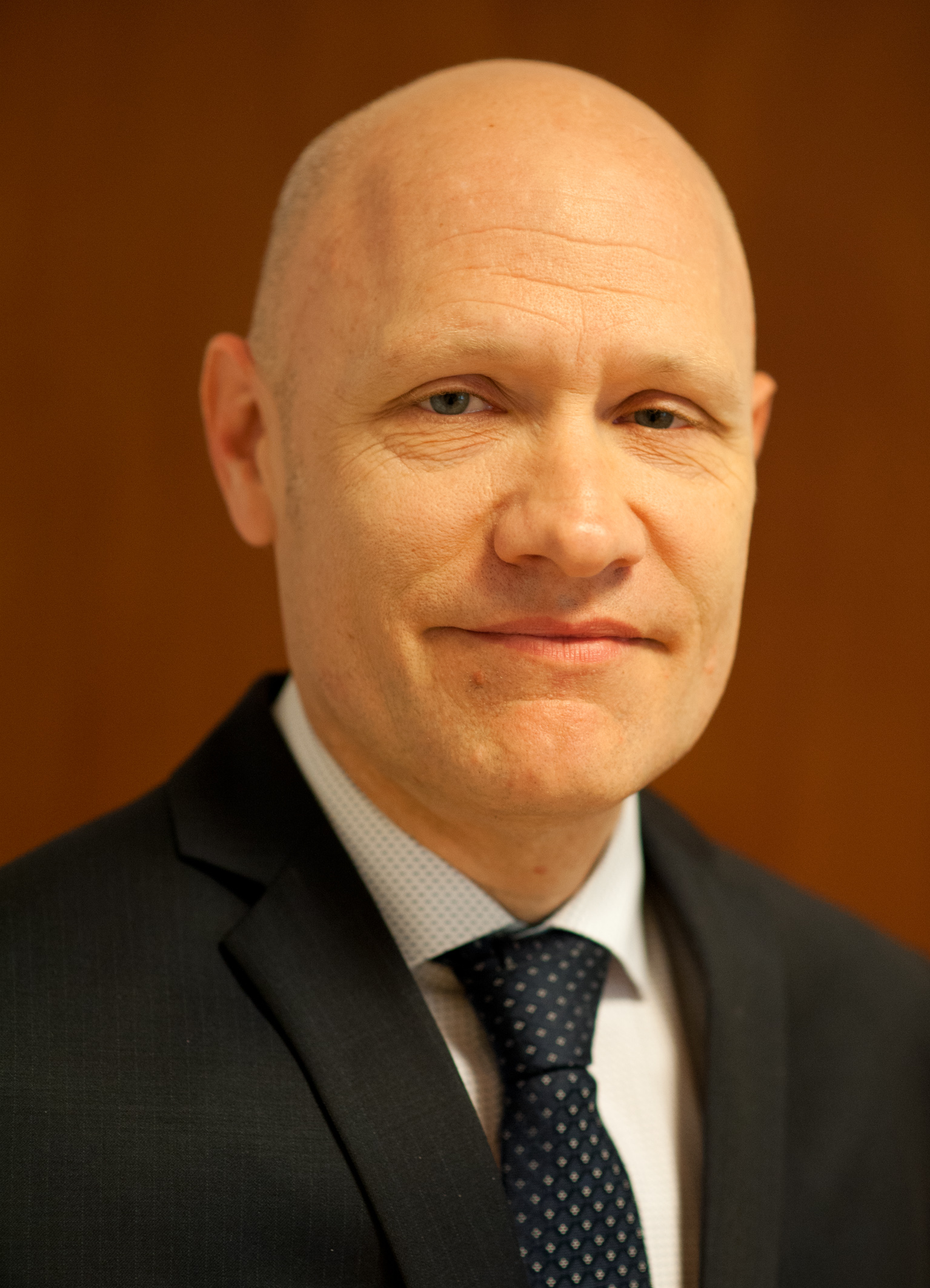
Matthias Geist

Matthias Geist (* 4. September 1969 in Salzburg) ist ein österreichischer evangelisch-lutherischer Pfarrer und seit 1. Dezember 2018 Superintendent der Evangelischen Superintendentur A. B. Wien.

## Leben
Matthias Geist wurde in Salzburg als drittes Kind des damaligen evangelischen Pfarrers von Vöcklabruck, Till Geist, und seiner Frau Adelheid (geb. Herz) geboren. Er wuchs in Pfarrhäusern in Vöcklabruck, Arnoldstein, Spittal an der Drau und Trebesing auf, wo sein Vater jeweils tätig war. 1987 legte er, wie seine Klassenkameraden Eva Glawischnig und Herbert Kickl, die Matura ab. Er studierte an der Universität Wien Mathematik (Mag. rer. nat.; Abschluss 1993) und Evangelische Theologie (Mag. theol.), worin er im Jahr 2001 bei Falk Wagner und Ulrich Körtner im Fach „Systematische Theologie“ zum Thema Religion im Pfarrhaus promovierte (Dr. theol.).
Er arbeitete als Studien-/Vertragsassistent am Institut für Systematische Theologie und absolvierte bis 1999 das Vikariat in Wien-Landstraße (Pauluskirche). Seine Ordination fand am 20. Februar 2000 durch Bischof Herwig Sturm statt.
Ab 2001 arbeitete Geist als Gefängnisseelsorger in den 4 (ursprünglich 5) Wiener Justizanstalten und in 2 Polizeianhaltezentren, ab 2011 als Lehrbeauftragter an der Strafvollzugsakademie (Fächer für Justizwache: Ethik, Welt des Strafvollzugs, Seelsorge). Von 2012 bis 2017 war er Mitglied im europäischen Vorstand der ökumenischen Gefängnisseelsorge „International Prison Chaplains’ Association“ (IPCA Europe), seit 2015 im weltweiten UNO-Team für Genf und Wien (Büro der Vereinten Nationen für Drogen- und Verbrechensbekämpfung – UNODC).
Seit 1. Dezember 2018 ist er Superintendent der Evangelischen Superintendentur A.B. Wien (Wahl am 9. Juni 2018) als Nachfolger von Hansjörg Lein.

## Schriften
- Wagner, Falk. In: Biographisch-Bibliographisches Kirchenlexikon (BBKL). Band 22, Bautz, Nordhausen 2003, ISBN 3-88309-133-2, Sp. 1490–1496.